# Creeper (vírus de computador)
Creeper foi um software na fases iniciais de desenvolvimento produzido para computadores da série PDP-10 executando o sistema operacional TENEX, onde este foi produzido para fins de pesquisa juntamente com a exploração do conceito de softwares autorreplicáveis, o Creeper foi escrito com o propósito de mover-se entre computadores em uma rede de computadores que originalmente foi a ARPANET, ele foi produzido por Bob Thomas em 1971, enquanto estava trabalhando na BBN Technologies localizada em Cambridge e decidiu desenvolver um software autorreplicante que pudesse se mover entre computadores conectados à uma rede de computadores que era a ARPANET.

## Funcionamento
O processo utilizado pelo Creeper para que ele possa se mover entre computadores conectados na ARPANET e infecta-los se assemelha ao funcionamento dos vírus de computador atuais. Onde o Creeper procura na ARPANET ou na rede de computadores por endereços IP e falhas de acesso File Transfer Protocol para que ele possa se conectar nos computadores, após encontrar uma falha de acesso File Transfer Protocol e ele envia uma cópia de si mesmo até a host de destino através da falha de acesso, e onde uma vez transmitido ao computador, é executado como um software e exibia a mensagem; "I'M THE CREEPER : CATCH ME IF YOU CAN!" , após isto, o software se apagava do sistema operacional propositalmente e refazia o processo.
Embora, o Creeper não seja um software totalmente malicioso, pois não causava danos permanentes ao computador e apenas exibia esta mensagem, ele é considerado um software malicioso do tipo worm. Onde não mais de 28 computadores da série PDP-10 poderiam ser infectados, já que esta era a quantidade de computadores da série PDP-10 conectados na ARPANET. Onde o Reaper foi utilizado apenas nos computadores com que os operadores deles que eram colaboradores do projeto do Reaper tiveram consentimento, pois Tomlison precisava do consentimento dos colaboradores do projeto.
Onde em uma entrevista, Tomlison afirmou que o Reaper não gerava efeitos colaterais indesejados nos computadores da série PDP-10 que estavam conectados na ARPANET.

## Antivírus
Como resposta ao Creeper, outro software nomeado de Reaper foi desenvolvido por Ray Tomlison em 1972, onde o Reaper foi desenvolvido para rastrear os sistemas operacionais que foram invadidos pelo Creeper, combater o Creeper e também conter a disseminação do Creeper entre os computadores da série PDP-10 conectados na ARPANET, onde o Reaper foi considerado o primeiro software de antivírus.